# Ordinazione presbiterale nel rito romano

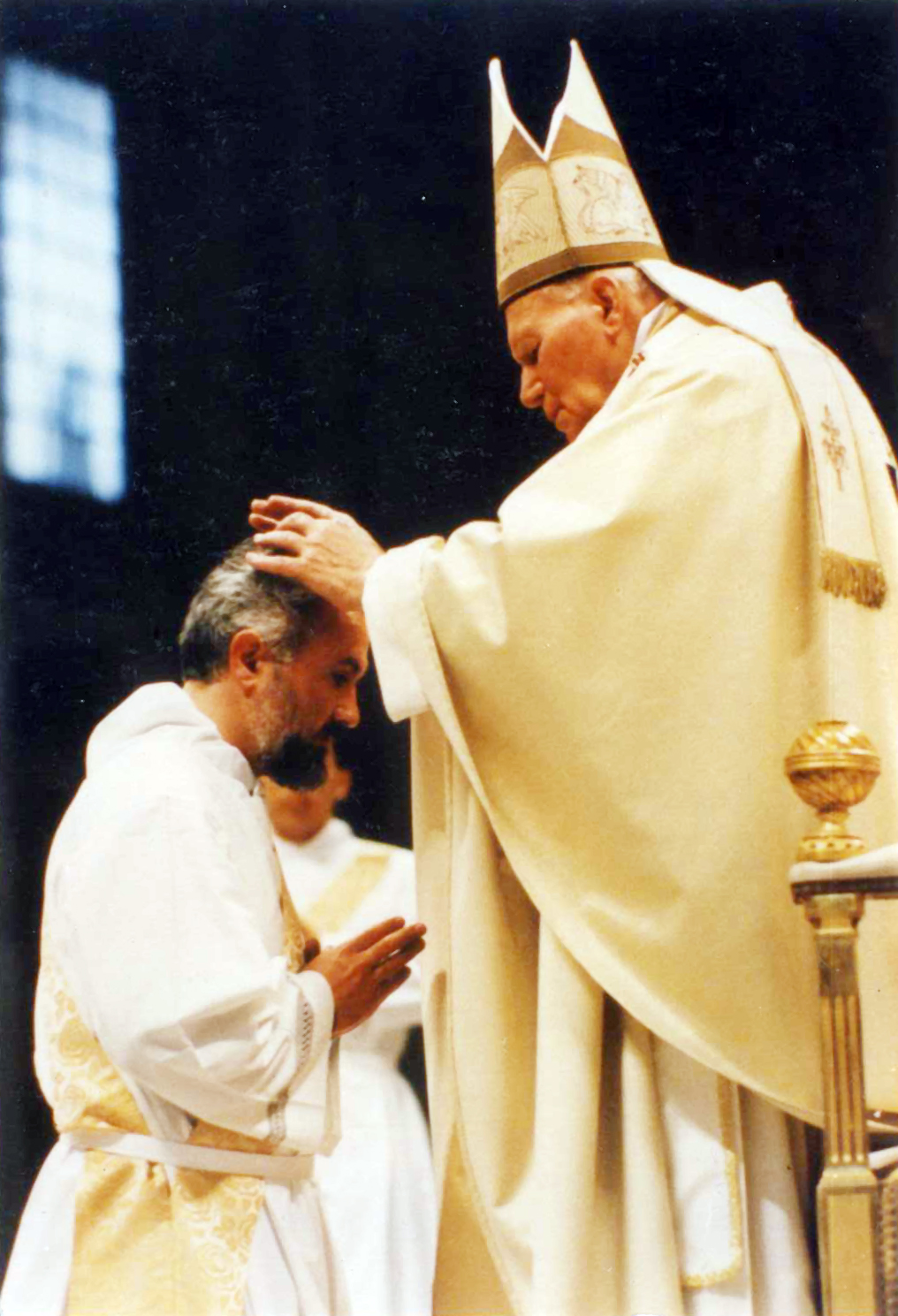
Papa Giovanni Paolo II impone le mani sul capo di un diacono durante il rito di ordinazione presbiterale di quest'ultimo, celebrato nella Basilica Vaticana il 20 aprile 1997

L'ordinazione presbiterale o ordinazione sacerdotale, nel rito romano della Chiesa cattolica, è un rito solenne che si svolge durante la celebrazione eucaristica con il quale si conferisce all'ordinando il secondo grado dell'ordine sacro; con esso, quindi, quest'ultimo diviene presbitero.

## Ordinazione presbiterale e tradizione cristiana
Secondo la tradizione cristiana, Gesù ha arricchito gli apostoli con una speciale effusione dello Spirito Santo e, conformati pienamente alla sua figura, gli ha dato il potere di agire in sua persona e sono divenuti veri e autentici maestri della fede, pontefici e pastori. Questi ultimi, quindi, mediante l'imposizione delle mani sul capo degli eletti all'episcopato, hanno trasferito questo dono dello Spirito ai loro collaboratori, il quale è stato trasmesso fino ai nostri giorni nella consacrazione episcopale. I vescovi, dunque, successori degli apostoli, hanno legittimamente affidato, secondo diversi gradi, l'ufficio del loro ministero a vari soggetti nella Chiesa. La loro funzione ministeriale è stata trasmessa in grado subordinato ai presbiteri, affinché questi, costituiti nell'ordine del presbiterato, fossero cooperatori dell'ordine episcopale, per il retto assolvimento della missione apostolica affidata da Gesù Cristo. Il ministro dell'ordinazione presbiterale è, dunque, il vescovo. Così il ministero ecclesiastico di istituzione divina viene esercitato in diversi ordini, da quelli che già anticamente sono chiamati vescovi, presbiteri e diaconi. I presbiteri, pur non possedendo la pienezza del sacerdozio e dipendendo dai vescovi nell'esercizio della loro potestà, sono tuttavia a loro congiunti nella dignità sacerdotale. I presbiteri, pertanto, in virtù dell'ordinazione sacerdotale, partecipano alla dimensione universale della missione affidata da Cristo agli apostoli e sono in grado di celebrare l'eucaristia, di esercitare il ministero della riconciliazione dei fedeli penitenti e del conforto degli ammalati, di amministrare il battesimo e il matrimonio, come anche di pregare per speciali necessità dei fedeli e di svolgere mansioni pastorali nei luoghi dove sono inviati. Nel rito latino, il ministro ordinario della confermazione è il vescovo, ma, qualora se ne presenti la necessità, quest'ultimo può concedere ai presbiteri la facoltà di amministrare la confermazione. Nel rito orientale, invece, i presbiteri battezzano e conferiscono subito anche la cresima in una sola e medesima celebrazione; tuttavia lo fanno con il sacro crisma consacrato dal patriarca o dal vescovo.
I presbiteri, costituiti nell'ordine del presbiterato mediante l'ordinazione presbiterale, sono tutti tra loro uniti dalla fraternità sacramentale; ma in modo speciale essi formano un unico presbiterio nella diocesi sotto la guida del proprio vescovo. L'unità del presbiterio trova un'espressione liturgica nella consuetudine secondo la quale, durante il rito dell'ordinazione, i presbiteri, dopo il vescovo, impongono anch'essi le mani sul capo dell'ordinando.
I presbiteri, nelle singole comunità locali di fedeli rendono, per così dire, presente il vescovo, cui sono uniti spiritualmente, e con il quale condividono in parte le sue funzioni e la sua sollecitudine. I sacerdoti non possono esercitare il loro ministero se non in dipendenza dal vescovo e in comunione con lui: la promessa di obbedienza che gli rivolgono al momento dell'ordinazione e il bacio di pace tra ordinante e ordinando al termine della liturgia dell'ordinazione significano, infatti, che il vescovo considera i presbiteri come suoi collaboratori, e che, in cambio, essi gli devono obbedienza.
San Tommaso d'Aquino sosteneva che il ministero sacerdotale ha una dignità superiore allo stato dei religiosi perché chiama alla celebrazione del sacramento eucaristico.
(San Tommaso d'Aquino, Summa Theologiae, IIª-IIae, q. 184 a. 8 co.)

## Rito liturgico attuale

### Documenti regolamentanti il rito
Il rito di ordinazione presbiterale vigente è regolamentato dalla costituzione apostolica Pontificalis Romani, promulgata da papa Paolo VI il 18 giugno 1968, alla quale è subito seguita la pubblicazione del pontificale romano "De ordinatione episcopi, presbyterorum et diaconorum"; quest'ultimo è stato riveduto successivamente da papa Giovanni Paolo II e nuovamente pubblicato con le opportune modifiche il 16 aprile 1992, a seguito dell'approvazione della Congregazione per il culto divino e la disciplina dei sacramenti deliberata il 7 marzo dello stesso anno. È entrato in vigore ufficialmente il 29 novembre 1992, prima domenica d'Avvento.

### Svolgimento del rito

#### Riti d'introduzione e liturgia della parola
La solenne celebrazione inizia con la processione introitale, alla quale fanno seguito un saluto all'ordinando, i riti iniziali e la liturgia della Parola.

#### Liturgia dell'ordinazione

##### Presentazione dell'eletto
Terminata la proclamazione del Vangelo, inizia il rito di ordinazione presbiterale. L'eletto si presenta davanti al vescovo, il quale è seduto sulla sede per lui preparata e tiene in capo la mitra. Un diacono, il rettore del seminario o un qualsiasi altro presbitero designato dal vescovo si rivolge al candidato al presbiterato con queste parole:
L'ordinato viene chiamato per nome e risponde:
Il rettore del seminario o un qualsiasi altro presbitero designato dal vescovo risponde:
Il vescovo domanda:
Il rettore del seminario o un qualsiasi altro presbitero designato dal vescovo risponde:
Il vescovo soggiunge:

Tutti rispondono:

##### Omelia e impegni dell'eletto
Segue l'omelia e, una volta terminata, solamente l'eletto si alza in piedi e si pone davanti al vescovo, che lo interroga dicendo:
L'eletto risponde:
Il vescovo prosegue:

L'eletto risponde:
Il vescovo domanda:

L'eletto risponde:
Il vescovo domanda:

L'eletto risponde:
Il vescovo domanda:
L'eletto risponde:
L'eletto si avvicina al vescovo, si inginocchia davanti a lui e pone le proprie mani congiunte in quelle del vescovo. Allora il vescovo si rivolge all'eletto con queste parole:

L'eletto risponde:
Il vescovo, tenendo ancora le mani congiunte dell'eletto nelle proprie, conclude:

##### Litanie dei santi, imposizione delle mani e preghiera di ordinazione
Ci si alza in piedi e i vescovi tolgono la mitra. Il vescovo dice:
L'eletto si prostra a terra e tutti si mettono in ginocchio mentre vengono intonate le litanie dei santi. Al termine della preghiera litanica il vescovo, a mani giunte, prega dicendo:
Tutti rispondono:
A questo punto, l'eletto si inginocchia davanti al vescovo, che, dopo aver indossato la mitra, impone le mani sul capo dell'ordinando senza dire nulla. Lo stesso gesto viene ripetuto da tutti i presbiteri concelebranti presenti.
Il vescovo toglie la mitra e canta (o dice), con le braccia allargate, la preghiera di ordinazione (le parole riportate nella parte dell'orazione evidenziata in grassetto sono essenziali e perciò richieste per la validità dell'atto):

Tutti cantano:
Terminata la preghiera di ordinazione tutti siedono e il vescovo indossa la mitra.

##### Riti esplicativi

###### Vestizione degli abiti sacerdotali
Iniziano ora i riti esplicativi. L'ordinato, aiutato da un presbitero, indossa gli abiti propri del suo grado: la stola e la casula.

###### Unzione crismale
Il vescovo si cinge di un gremiale e, sedutosi, unge col sacro crisma le mani dell'ordinato, il quale gli è inginocchiato davanti, dicendo queste parole:

###### Consegna del pane e del vino
Alcuni fedeli portano all'altare il pane, il vino e l'acqua per la liturgia eucaristica. Un diacono che adiuva il vescovo, infonde il vino nel calice, aggiungendo qualche goccia d'acqua, e lo presenta, con la patena e il pane, al vescovo, il quale li mette nelle mani dell'ordinato inginocchiato davanti a lui, dicendo:

###### Abbraccio di pace
Il vescovo scambia l'abbraccio di pace con l'ordinato dicendo:
L'ordinato risponde:
L'ordinato scambia l'abbraccio di pace con tutto il presbiterio presente, per significare l'entrata a far parte di esso.

#### Liturgia eucaristica e riti di conclusione
La celebrazione procede con la liturgia eucaristica. L'ordinato, assieme al vescovo e a tutti gli altri presbiteri presenti, concelebra l'eucaristia. La celebrazione termina con la benedizione solenne e la processione finale.

#### Galleria d'immagini esplicanti il rito

L'ordinando è prostrato a terra durante le litanie dei santi.
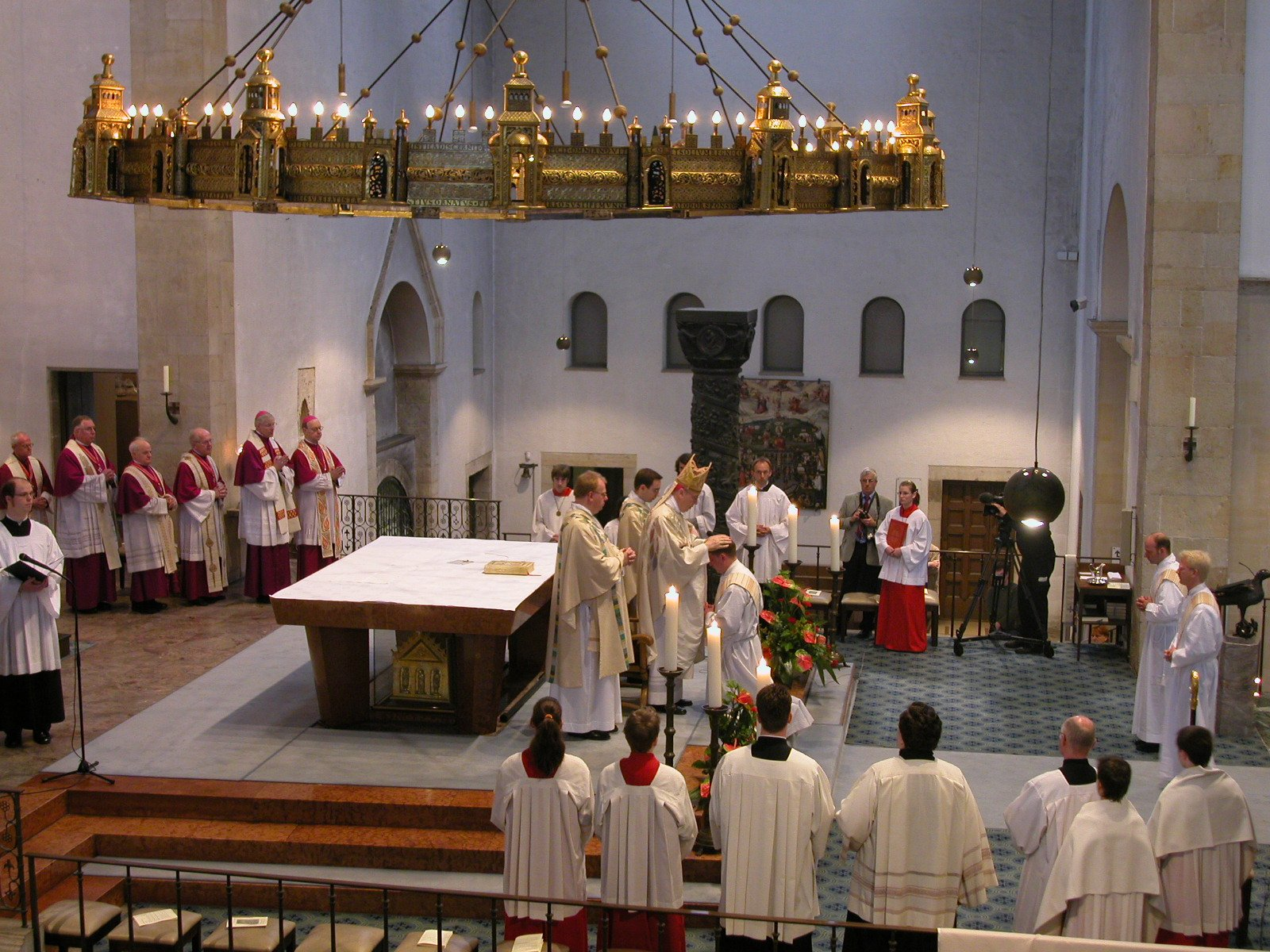
Il vescovo impone le mani sul capo dell'ordinando
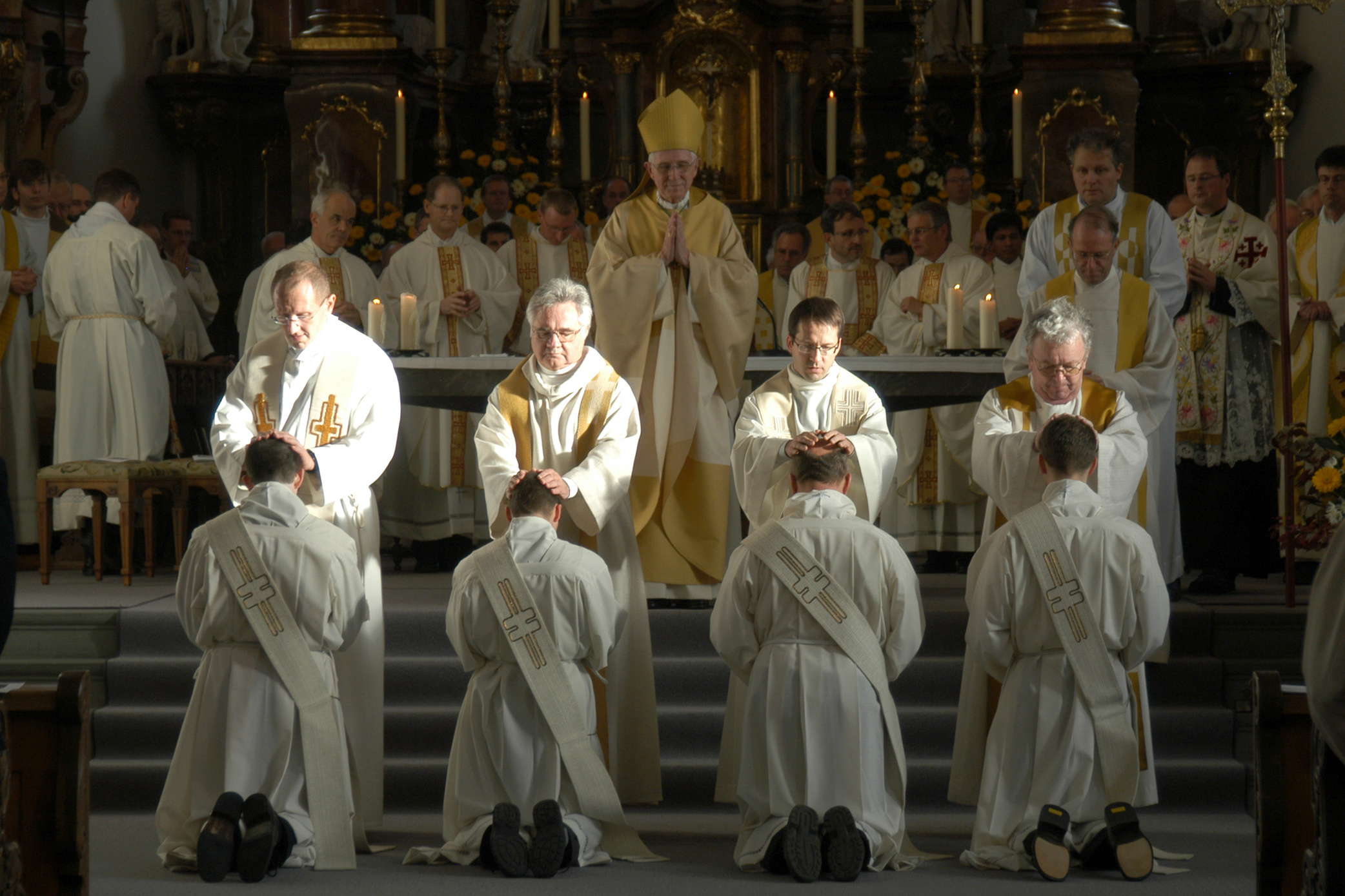
I presbiteri presenti impongono anche loro le mani sul capo degli ordinandi.
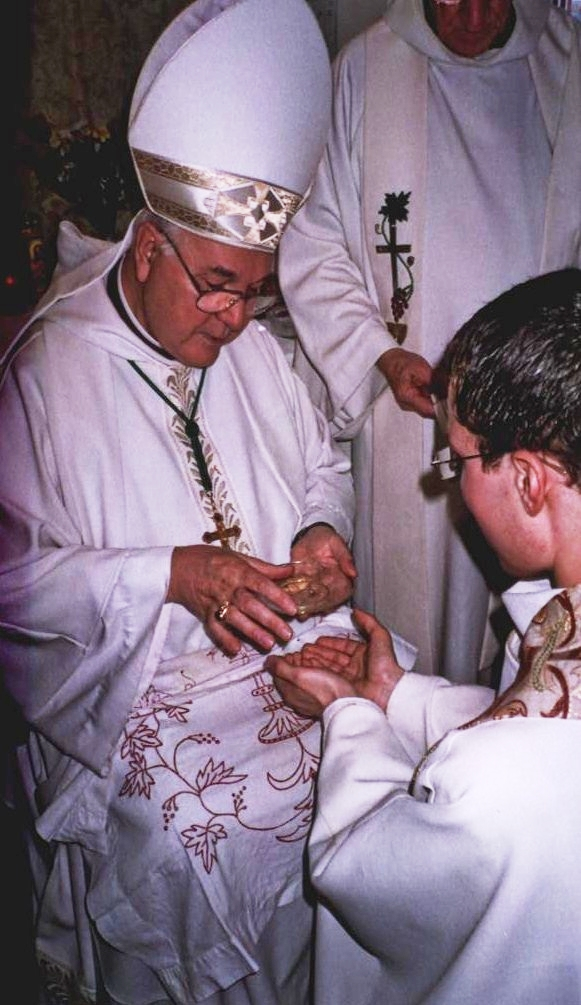
Il vescovo unge con il crisma le mani dell'ordinato.
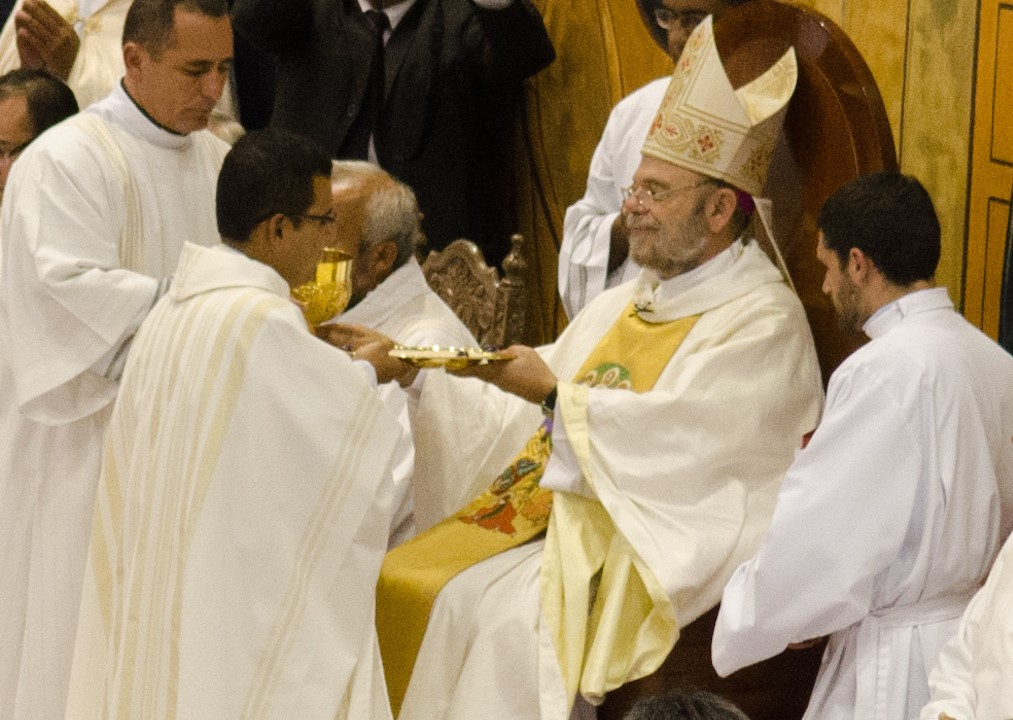
Il vescovo consegna il pane e il vino all'ordinato.